# Santa Ana la Real
Santa Ana la Real è un comune spagnolo di 474 abitanti situato nella comunità autonoma dell'Andalusia.

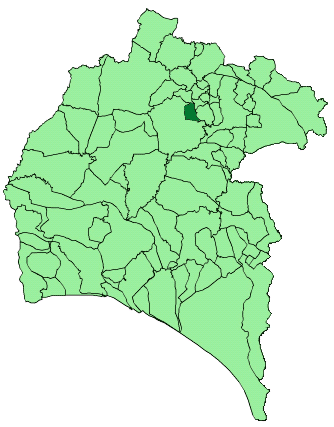
Mappa del comune nella provincia